# كولوبنط جبلي
كولوبنط جبلي (الاسم العلمي:Colobanthus monticola) هو نوع من النباتات يتبع جنس الكولوبنط من الفصيلة القرنفلية.

## مضامين متناسبة
- الكولوبنط